# 淮阴路姚氏住宅
淮阴路姚氏住宅（又紫竹楼）是中国上海市的一座历史建筑，位于长宁区程家桥街道淮阴路200号。
姚氏住宅原属水泥厂老板姚锡舟之子姚乃炽，于1936年由协泰建筑师事务所设计，1946年建成。占地面积达7公顷，建筑面积931.88平方米。这是一座现代风格的花园别墅，借鉴了美国建筑大师弗兰克·劳埃德·赖特的流水别墅（落水山庄）。1949年纳入“414”大院内。1960年被市委办公厅改造成内部招待所。1984年改名为西郊宾馆並對外开放。
1989年，该建筑被列为第一批上海市优秀历史建筑和第五批上海市文物保护单位。现为上海西郊宾馆4号楼。